# Правило Фостера
Правило Фостера (відоме також як острівне правило або острівний ефект) — це екогеографічне правило в еволюційній біології, яке говорить, що представники видів зменшуються або збільшуються в розмірах залежно від ресурсів, доступних у їх оточенні. Наприклад, відомо, що карликовий мамут еволюціонував зі звичайного мамута на малих островах. Подібні еволюційні шляхи спостерігають серед слонів, бегемотів, удавових, оленевих та людей. Першим про це зазначив Бристоль Фостер у статті «Еволюція ссавців на островах» журналу Nature[3][3][3]. У ній він дослідив 116 острівних видів та порівняв їх з їхніми материковими різновидами. Фостер припустив, що певні острівні тварини еволюціонували до більших версій самих себе. Його простим поясненням було те, що менші тварини стають більшими, коли тиск хижаків послаблюється (через відсутність деяких хижаків на материку), а більші стають меншими за умов обмежених продовольчих ресурсів (через обмеження простору).
Згодом, ідею розширили виданням книги Теорія острівної біогеографії авторів Роберта МакАртура та Едварда Озборна Вілсона. А також, у 1978 році Тед Кейс видав значно довшу та складнішу працю з цієї теми в журналі Ecology. Кейс також показав, що початкове припущення Фостера щодо причин явища було занадто спрощеним та не цілком правильним.